# 109-100 v.Chr.
De jaren 109-100 v.Chr. (van de christelijke jaartelling) zijn een decennium in de 2e eeuw v.Chr..

## Gebeurtenissen
- De Romeinen, onder leiding van consul Marcus Iunius Silanus, worden in 109 v.Chr in Gallië verslagen bij de rivier de Rhône, door de Cimbren en de Teutonen.
- Consul Quintus Caecilius Metellus zet de oorlog tegen koning Jugurtha voort. Hij reorganiseert het Romeinse leger in Noord-Afrika en vernietigt de Numidische bevoorradingsroutes. In 108 v.Chr. verslaat hij de Numidiërs in de Slag aan de Muthul. Koning Jugurtha begint een guerrilla-oorlog tegen de Romeinse Republiek.
- De Arowakken betreden het eiland Martinique.
- De Chinese Keizer Han Wudi breidt zijn militaire machtsgebied uit en verovert in 108 v.Chr. het koninkrijk Gojoseon. Hierdoor neemt de invloed van de Chinese cultuur in Korea toe.
- Op 6 oktober 105 v.Chr. vernietigen in Gallië in de Slag bij Arausio de Cimbren en de Teutonen het Romeinse leger (10 - 12 legioenen) onder bevel van Gnaius Mallius Maximus aan de Rhône, de Romeinen lijden hun grootste nederlaag in de geschiedenis sinds de Slag bij Cannae. Van een leger van 80.000 legionairs en 40.000 auxilia (hulptroepen) overleven enkelen. Maximus sneuvelt in de veldslag. Na de overwinning is de Romeinse Republiek ontredderd, maar de Germanen trekken Italië niet binnen. In de Senaat voeren Gaius Marius en Publius Rutilius Rufus hervormingen door voor het leger, het Romeinse leger wordt een beroepsleger.

### Geboren
- Spartacus (~109 v.Chr. - ~71 v.Chr.), Thracische gladiator en rebellenleider
- Lucius Sergius Catilina (~108 v.Chr. - ~62 v.Chr.), Romeins praetor en staatsman
- Decimus Junius Silanus (~107 v.Chr. - ~60 v.Chr.), Romeins consul en staatsman
- Gaius Antonius Hybrida (~106 v.Chr. - ~42 v.Chr.), Romeins consul en staatsman
- Gnaeus Pompeius Magnus (~106 v.Chr. - ~48 v.Chr.), Romeins veldheer en staatsman
- Servius Sulpicius Rufus (~106 v.Chr. - ~43 v.Chr.), Romeins consul en staatsman
- Marcus Atius Balbus (~105 v.Chr. - ~51 v.Chr.), Romeins praetor en staatsman
- Ptolemaeus XI Alexander (~105 v.Chr. - ~80 v.Chr.), koning (farao) van Egypte
- Julia Antonia (~104 v.Chr. - ~38 v.Chr.), moeder van Marcus Antonius
- Julius Caesar (100 v.Chr. (of 104 v.Chr. - 44 v.Chr.), Romeins politicus, generaal en schrijver

### Overleden
- Lucius Calpurnius Piso Caesoninus (? - ~107 v.Chr.), Romeins consul en veldheer
- Gnaius Mallius Maximus (? - ~105 v.Chr.), Romeins consul en veldheer
- Johannes Hyrcanus (? - ~104 v.Chr.), koning van de Joodse Hasmonese staat (Israël)
- Jugurtha (~160 v.Chr. - ~104 v.Chr.), koning van Numidië (56)

<< · 109 · 108 · 107 · 106 · 105 · 104 · 103 · 102 · 101 · 100 · >>
<< · 199-190 · 189-180 · 179-170 · 169-160 · 159-150 · 149-140 · 139-130 · 129-120 · 119-110 · 109-100 · >>